# Монастырище (Приморский край)
Монастыри́ще — село в Черниговском районе Приморского края. Входит в состав Сибирцевского городского поселения.

## География
Село Монастырище — спутник посёлка городского типа Сибирцево, прилегает к нему с востока.
По южной окраине села протекает река Монастырка, по северной окраине — река Скотская, обе реки впадают в Илистую.
По южной окраине села Монастырище проходит железная дорога Сибирцево — Новочугуевка.

## Население
| 1897  | 1900  | 1912  | 1915  | 1926  | 2002  | 2008  |
| ----- | ----- | ----- | ----- | ----- | ----- | ----- |
| 691   | ↗952  | ↗1658 | ↗1764 | ↗2333 | ↗4294 | ↘4179 |
| 2010  | 2021  |       |       |       |       |       |
| ↗5299 | ↘3597 |       |       |       |       |       |

По данным переписи 1926 года по Дальневосточному краю, в населённом пункте числилось 437 хозяйств и 2333 жителя (1188 мужчин и 1145 женщин), из которых преобладающая национальность — украинцы (393 хозяйства).

## Экономика
Жители занимаются сельским хозяйством, работают в Сибирцево. В окрестностях села находятся садово-огородные участки жителей Сибирцево.

## Известные уроженцы
- Борисенко, Степан Григорьевич (1910—1945) — советский военнослужащий, сержант, Герой Советского Союза.
- Пятилетова, Ирина Викторовна (род. 1958) — российская журналистка.
- Стефановский, Геннадий Александрович (1936—2006) — советский и российский военный деятель, генерал-полковник.